# Maximilian Eugen af Østrig
Ærkehertug Maximilian Eugen af Østrig (tysk: Maximilian Eugen Ludwig Friedrich Philipp Ignatius Joseph Maria (født 13. april 1895 i Wien, død 19. januar 1952 i Nice) var en yngre bror til den sidste østrig-ungarske kejser Karl 1.

## Biografi
Ærkehertug Maximilian Eugen blev født den 13. april 1895 i Wien som den anden og yngste søn af ærkehertug Otto af Østrig (en bror til ærkehertug Franz Ferdinand af Østrig-Ungarn) og prinsesse Maria Josepha af Sachsen (en datter af kong Georg 1. af Sachsen).

## Familie
Ærkehertug Maximilian Eugen blev gift i 1917 med prinsesse Franziska af Hohenlohe-Waldenburg-Schillingsfürst (1897 – 1989) (en datter af prins Konrad af Hohenlohe-Waldenburg-Schillingsfürst). 
De fik to sønner. Den ældste Ferdinand-Habsburg-Lothringen giftede sig i 1956 med grevinde Helena af Toerring-Jettenbach, datter af prinsesse Elisabeth af Grækenland og Danmark.